# Puppenschnecken
Die Puppenschnecken (Pupillidae) sind eine Familie der Schnecken aus der Unterordnung der Landlungenschnecken (Stylommatophora). Alle Arten sind relativ klein. Fünf oder sechs Arten kommen in Europa vor.

## Merkmale
Die rechtsgewundenen Gehäuse sind relativ klein, oval oder walzenförmig. Sie messen ca. 2,5 bis 5 mm. Der Nabel ist sehr eng. Der Mundsaum ist oft verdickt oder umgebogen. Die Mündung kann bei manchen Arten bis etwa sieben Zähne aufweisen. Im zwittrigen Genitalapparat sind Penis und Epiphallus vorhanden. Der Penis ist intern glatt oder mit schwach ausgebildeten Längsfalten. Nahe der Basis des Epiphallus sitzt ein Blindsack (Caecum), ein Penisappendix ist ebenfalls ausgebildet. Die Prostata besitzt nur wenige Azini und sitzt am unteren Ende der Albumindrüse. Am Stiel der Spermathek ist ursprünglich ein Divertikel vorhanden, jedoch zeigt dieses die Tendenz zur Reduktion. Viele Arten pflanzen sich ovovivipar fort.

## Geographische Verbreitung, Vorkommen und Lebensweise
Die meisten Arten leben relativ versteckt unter Streu, Laub oder im Moos. Die Verbreitung der Familie ist weltweit (mit Ausnahme der Antarktis). Das Verbreitungsgebiet erstreckt sich auf der Nordhalbkugel bis in die Polarregionen. 

## Systematik
Die Familie der Puppenschnecken (Pupillidae) ist nach Bouchet & Rocroi (2005) eine von 13 Familien der Überfamilie Pupilloidea. Schileyko (1998) stellt sie dagegen in eine monotypische Überfamilie Pupilloidea. Schileyko (1998) untergliedert die Familie auch in zwei Unterfamilien: Pupillinae Turton, 1831 und Pupoidinae Iredale, 1940, die Bouchet & Rocroi (2005) als Synonyme behandeln.
- Puppenschnecken (Pupillidae Turton, 1831)
  - Gattung Gibbulinopsis Germain, 1919 (mit zwei Untergattungen Gibbulinopsis (Gibbulinopsis) Germain, 1919 und Gibbulinopsis (Primipupilla) Pilsbry, 1921)
  - Gattung Glyptopupoides Pilsbry, 1926
  - Gattung Isthmia Gray, 1821
  - Gattung Microstele Boettger, 1886
  - Gattung Procerastus Wenz, 1924
  - Gattung Pupilla Leach in Fleming, 1828 (mit den Untergattungen Pupilla (Pupilla) Leach in Fleming, 1828, Pupilla (Afripupilla) Pilsbry, 1921, Pupilla (Striopupilla) Pilsbry, 1921, Pupilla (Fragipupilla) Schileyko, 1984 und Pupilla (Omegapupilla) Iredale, 1937)
  - Gattung Pupoides L. Pfeiffer, 1854 (mit den Untergattungen Pupoides (Pupoides) L. Pfeiffer, 1854, Pupoides (Ischnopupoides) Pilsbry, 1926, Pupoides (Glyptopupoides) Pilsbry, 1926 und Pupoides (Themapupa) Iredale, 1930)
  - Gattung Pupoidopsis Pilsbry & Cooke, 1921